# يوليوس سومنر ميلر
يوليوس سومنر ميلر (بالإنجليزية: Julius Sumner Miller)‏ هو فيزيائي أمريكي، ولد في 17 مايو 1909 في Billerica, Massachusetts ‏ في الولايات المتحدة، وتوفي في 14 أبريل 1987 في توررانسي في الولايات المتحدة بسبب حادث مرور وابيضاض الدم.

## وصلات خارجية
- يوليوس سومنر ميلر على موقع IMDb (الإنجليزية)
- يوليوس سومنر ميلر على موقع ديسكوغز (الإنجليزية)
- يوليوس سومنر ميلر على موقع قاعدة بيانات الفيلم (الإنجليزية)